# Cordastrum
Cordastrum is een geslacht van uitgestorven zee-egels uit de familie Aeropsidae.

## Verspreiding en leefgebied
Vertegenwoordigers van dit geslacht worden aangetroffen in het Laat-Krijt van Japan.